# Peewou Bestman
Peewou Bestman (10 luglio 1970) è un ex calciatore liberiano, di ruolo portiere.

## Carriera

### Nazionale
Ha debuttato in Nazionale nel 1988. Ha partecipato, con la Nazionale, alla Coppa d'Africa 1996 e alla Coppa d'Africa 2002.

## Palmarès

### Club

#### Competizioni nazionali
- Campionato liberiano di calcio: 2

Invincible Eleven: 1998, 1999
- Coppa della Liberia: 3

Invincible Eleven: 1991, 1997, 1998